# Alatni čelik
Alatni čelik je plemeniti ugljični ili legirani čelik, s udjelom ugljika od 0,6% do 2,06% ili legirani (uglavnom s kromom, volframom, vanadijem, molibdenom, kobaltom), a koristi se za izradu alata. Osnovna svojstva koja alatni čelici moraju posjedovati su otpornost na trošenje (martenzitna mikrostruktura s visokim udjelom karbida) i udarna izdržljivost (žilavost, visoka udarna radnja loma). Stručna literatura često navodi i otpornost na popuštanje kao osnovno svojstvo, ali prema nekim autorima to ipak pripada posebnim zahtjevima prema alatnim čelicima za rad pri povišenim temperaturama (> 200 °C).
Proizvodni (ekonomski) zahtjevi i svojstva prema alatnim čelicima su: mogućnost obrade alata odvajanjem čestica, visoka zakaljivost, visoka prokaljivost, zanemariva sklonost pogrubljenju kristalnih zrna prilikom austenitizacije, neznatna promjena dimenzija tijekom rada, sigurnost s obzirom na pojavu pukotina i lomova tijekom toplinske obrade, neznatna sklonost razugljičenju tijekom toplinske obrade, otpornost na koroziju, mogućnost poliranja, ekonomičnost itd.

## Toplinska obrada alatnih čelika
Alatni čelici se primjenjuju u toplinski obrađenom stanju (kaljenje i popuštanje). Dodatno se mogu provesti neki od postupaka oplemenjivanja površine. Poboljšavanje svojstava alata površinskim toplinskim obradama uglavnom se provodi sljedećim postupcima: 
- površinsko kaljenje (plameno, indukcijsko, lasersko, elektronskim snopom, impulsno),
- termokemijski postupci (cementacija, nitriranje, karbonitriranje, boriranje, oksidacija, difuzija metalnih elemenata: volfram, krom, aluminij, silicij),
- tvrdo elektrokemijsko kromiranje,
- nanošenje karbida, nitrida, karbonitrida i oksida iz parne faze (CVD i PVD postupci),
- nanošenje dijamantnih slojeva ili DLC (engl. Diamond Like Carbon).

Zbog traženih svojstava i potrebe zakaljivanja i prokaljivanja alatni čelici u pravilu imaju viši udio ugljika (> 0,6%) nego konstrukcijski čelici. Uglavnom se isporučuju u toplovaljanom, hladnovučenom, kovanom ili lijevanom stanju u obliku šipki, traka ili ploča.

## Povijest
Upotreba raznih alata potječe od samih početaka ljudske civilizacije. Prvi korišteni alati bili su kamena sjekira, kameni nož, te svi ostali predmeti koje je čovjek koristio u svakodnevnom životu. Prije 5000 godina započinje upotreba alata izrađenog od meteoritskog željeza. Kasnijim kontaktom u vatri takvog željeza sa sredstvom za pougljičavanje nastaju prvi alati od čelika. Alat predstavlja svako sredstvo kojim čovjek olakšava ili omogućava izvršenje željene radnje bilo neposredno, snagom ruke, bilo posredno snagom nekog stroja.
Razvoj modernih industrijskih alata doživljava tehnološku revoluciju u drugoj polovici 19. stoljeća. U tom razvoju najvažnije je istaknuti sljedeće godine:
- 1868. Mushetov čelik (2% C, 7% W, 2,5% Mo),
- 1898. Taylor-Whiteov brzorezni čelik (1,85% C, 3,8% Cr, 8% W),
- 1904. J. A. Mathews - brzorezni čelik s vanadijem,
- 1910. razvoj volframovih čelika za topli rad,
- 1912. dodatak kobalta u alatne čelike,
- 1930. započinje razvoj brzoreznih čelika legiranih molibdenom.

## Vrste alatnih čelika
S obzirom na kemijski sastav alatni čelici mogu biti: 
- ugljični (nelegirani) alatni čelik,
- niskolegirani alatni čelik,
- visokolegirani alatni čelik.

Prema radnoj temperaturi i uvjetima primjene alatni čelici se dijele na: 
- alatni čelik za hladni rad (< 200 °C),
- alatni čelik za topli rad (>200 °C),
- brzorezni čelik.

### Ugljični alatni čelik
Ugljični ili nelegirani alatni čelici pripadaju skupini plemenitih čelika, a sadrže 0,5 - 1,5% ugljika, te manje udjele silicija i mangana. Što je viši udio ugljika u čeliku to je viša tvrdoća (viši udio sekundarnog cementita), a niža žilavost. Budući da nisu legirani, ova skupina čelika ima nisku prokaljivost (∼ 10 mm). Zbog niske prokaljivosti imaju bolju žilavost u odnosu na druge alatne čelike, jer se kaljenjem u rubnim slojevima postiže martenzitna mikrostruktura, dok u jezgri ostaje eutektoidna mikrostruktura. Ova skupina alatnih čelika se kali s relativno niskih temperatura austenitizacije u vodi i nisko popušta (< 200 °C) zbog pada tvrdoće. Prije kaljenja obično se provodi sferoidizacijsko (meko) žarenje, kojim se olakšava obrada odvajanjem čestica i priprema kasnija austenitizacija. Ugljični alatni čelici mogu se podijeliti na četiri kvalitetne skupine: W1, W2, W3 i WS.
Do kraja 19. stoljeća svi alati su izrađivani iz ugljičnih alatnih čelika. Trenutno nelegirani (ugljični) alatni čelici zauzimaju oko 10% udjela u ukupnoj masi proizvedenih alatnih čelika. Unatoč znatno nepovoljnijim svojstvima tako visoki udio ugljičnih alatnih čelika održao se zbog toga što su: najjeftinija vrsta alatnih čelika, najšireg asortimana dimenzija, jednostavni za toplinsku obradu, razmjerno niske temperature austenitizacije, manje osjetljivi prema razugljičenju površine tijekom toplinske obrade, lakše obradivi odvajanjem čestica, bolje zavarljivi.
Glavni nedostatak ugljičnih alatnih čelika je vrlo kratko inkubacijsko trajanje do pretvorbe pothlađenog austenita u eutektoidne ili bainitne konstituente. Zbog toga što taj period traje svega nekoliko sekundi nužno je intenzivno hlađenje u vodi. To može dovesti do pojave velikih naprezanja koja uzrokuju napuknuća i lomove. Najvažnija prednost ove skupine alatnih čelika predstavlja njihova žilavost, pa stoga mjesto primjene uglavnom pronalaze u izradi udarnih alata.

### Niskolegirani alatni čelici za hladan rad
Zajednička karakteristika ove skupine čelika je niska otpornost na popuštanje, osrednja žilavost (u odnosu na ugljične alatne čelike), te visoka otpornost na trošenje. Osnovni cilj zbog kojeg se provodi legiranje ovih čelika predstavlja povišenje prokaljivosti, te dobivanje kvalitetnijih i postojanijih karbida u odnosu na karbid Fe3C. Niskolegirani alatni čelici popuštaju se nisko (≤ 250 °C), pri čemu je primarni cilj izbjegavanje pojave velikih naprezanja i pukotina.
Podskupine niskolegiranih alatnih čelika za hladan rad su: 
- visokougljični W-V čelici. Koristi se za: obično dolazi u srebrnastoj izvedbi za spiralna svrdla, razvrtala manjih promjera, manja glodala, alat za navoje, dlijeta za rasijecanje turpija, zubarska svrdla (120W4), noževi za drvo, papir i furnir, duhan (110WCrV5), čelik za alat za obradu mlinskih valjaka izrađenih od bijeloga tvrdog lijeva, matrice za provlačenje žice, strugači, graverska dlijeta (142WV13), sve vrste noževa za obradbu odvajanjem čestica drva, furnira, duhana, papira, polimera (100WV4).
- nisko-i srednjeugljični W-Cr-(Si)-V čelici. Koristi se za: pneumatski alat (dlijeta), ručna dlijeta, škare za udarni hladni i topli rad, matrice za kovanje vijaka i zakovica (45WCrV7), žigovi za hladno i toplo probijanje, alat za ljuštenje i blanjanje drva, cirkularna glodala za odrezivanje cijevi (60WCrV7), visokonapregnuti žigovi za hladno utiskivanje, alati za istiskivanje mekih metala (npr. alati za izradu aluminijskih ili kositrenih tuba, cinkovih čašica itd.), valjci za hladno valjanje, prikladan i za rad pri povišenim temperaturama (80WCrV8).
- niskolegirani Cr-čelici. Koristi se za: svrdla, razvrtala, alat za navoje, zubarska svrdla, pile za metal, strugači, alati za graviranje, probijači (115CrV3), rezni alati za obradu sivoga lijeva, mjedi, bakra, tvrdoga drveta, mramora, za kiparska dlijeta, britve, tvrde turpije, finorezni alat (140Cr3), manji valjci za hladno valjanje, šiljci tokarilica, alat za navoje, manja glodala, mjerni alati (kalibri), razvrtala (100Cr6).
- niskolegirani Mn-Cr-V i Mn-Cr-W čelici. Koristi se za: kalupi za kovanje novca, alat za navoje, spiralna svrdla manjih dimenzija, kalibri i granične mjerke, razvrtala, vretena mikrometara, štance (rezne ploče i noževi), noževi za papir i duhan, glodala za drvo.

### Visokolegirani alatni čelici za hladan rad
Glavni legirajući element ove skupine čelike je krom (> 5%) uz moguće dodatno legiranje vanadijem, molibdenom i/ili volframom. Povišenjem stupnja legiranosti i temperature austenitizacije raste udio zaostalog austenita u zakaljenoj mikrostrukturi, što može smanjiti pojavu deformacija nakon kaljenja. S obzirom na kemijski sastav, mikrostrukturu i svojstva visokolegirani alatni čelici za hladni rad mogu se podijeliti u 3 podgrupe:
- čelici s ∼5% kroma (npr. X100CrMoV5-1). Glavna primjena mu je za izradu škara i alata za oblikovanje lima, mjernog alata, razvrtala, nareznih svrdala, nareznica, matrica složenih oblika, alata za preradu polimera itd.
- visokougljični ledeburitni čelici s 12% kroma (npr. X210Cr12, X210CrW12, X65CrMoV12, X55CrVMo12-1). Najčešća primjena ove skupine čelika je za izradu alata za hladno oblikovanje, utiskivanje, duboko izvlačenje, tlačno istiskivanje itd.
- martenzitni nehrđajući čelici (npr. X42Cr13, X45CrMoV15, X5CrMo14, X1CrMoV18). Koristi se za medicinske instrumente (npr. skalpeli, škare, zubarska kliješta, pincete i sl.), pribor za jelo (npr. noževi), žilete, britve, krojačke škare.[3]

### Alatni čelici za topli rad
Alatni čelici za rad u toplom stanju primjenjuju se za izradu alata koji su tijekom rada zagrijani na temperaturu višu od 200 °C. Najvažnije svojstvo alatnih čelika za topli rad predstavlja otpornost na popuštanje. Otpornost na popuštanje obuhvaća pojave koje se mogu javiti tijekom izloženosti povišenim temperaturama (npr. smanjenje tvrdoće, mikrostrukturne promjene, toplinski zamor). Pored otpornosti na popuštanje pred alatne čelike za topli rad postavljaju se još i dodatni zahtjevi poput otpornosti na: trošenje, visokotemperaturnu koroziju, pojavu plastičnih deformacija, udarno opterećenje (žilavost).
Alatni čelici za topli rad mogu se podijeliti u tri glavne grupe: 
- niskolegirani alatni čelici za ukovnje (npr. čelici 56NiCrMoV7, 55NiCrMoV6),
- visokolegirani čelici s ∼5% kroma i 1 - 3% molibdena, namijenjeni za kalupe za tlačni lijev (npr. čelici X32CrMoV3-3, X38CrMoV5-1),
- visokolegirani W-Cr-V čelici za kalupe za tlačni lijev (npr. čelici X30WCrV4-1, X30WCrV9-3).

### Brzorezni čelici
Brzorezni čelici su alatni čelici predviđeni za rad u uvjetima povišene i visoke temperature oštrice tj. za rezanje velikim brzinama. Najčešće su brzorezni čelici u radu izloženi lokalnom zagrijavanju do ≈ 600 °C (ponekad i 1000 °C), trošenju, te udarnom djelovanju obratka na alat. Kemijski sastav ove skupine čelika karakterizira povišeni udio ugljika (0,7 - 1,3%) i legiranje jakim karbidotvorcima poput kroma, volframa, vanadija i molibdena. Povišeni udio ugljika utječe na stvaranje karbida koji su postojani i pri povišenim temperaturama. Poput svih alatnih čelika brzorezne čelike karakterizira višefazna mikrostruktura sastavljena od metalne osnove i karbida. Kompleksna legiranost brzoreznih čelika uzrokom je pojave različitih vrsta karbida.

### Sinterirani alatni čelici
Istraživanje i razvoj različitih procesa, te laboratorijskih metoda sinteriranja, započeli su početkom 20. stoljeća znanstvenici poput Moissona, Troosta, Wedekinda i dr. Spomenuti istraživači predstavljaju začetnike nove industrijske discipline – metalurgije praha (eng. Powder Metallurgy – PM). Današnji suvremeni materijali dobivaju se optimiranjem sastava i mikrostrukture materijala prema željenim svojstvima. Metalurgija praha pruža velike mogućnosti za ostvarenje takvog pristupa proizvodnji materijala i različitih dijelova strojeva. Metalurgija praha obuhvaća ne samo proizvodnju metala u obliku praha, nego i nemetalnih prahova, te oblikovanje dijelova iz takvih prahova postupkom sinteriranja, odnosno srašćivanja.
Intenzivniji razvoj metalurgije praha počeo je proizvodnjom i uporabom "tvrdih metala”, a posljednjih godina prolazi kroz razdoblje značajnijeg napretka. Danas se postupcima metalurgije praha mogu postići jednaka ili bolja svojstva od tradicionalnih postupaka oblikovanja metala. Postupci oblikovanja praha danas se također primjenjuju u proizvodnji keramike i metalnih kompozita. Postupci sinteriranja čelika razvijeni su nakon usavršavanja postupaka sinteriranja tvrdih metala (npr. karbidi + Co, karbidi + Ni) i keramičkih materijala. Glavni razlog kasnijeg razvoja sinteriranja čelika predstavljao je problem proizvodnje osnovne sirovine tj. željeznog ili čeličnog praha.